# Sam Adams (homme politique)
Pour les articles homonymes, voir Samuel Adams (homonymie) et Adams.
Sam Adams, né le 3 septembre 1963, est un homme politique américain, maire démocrate de Portland en Oregon de 2009 à 2012.

## Biographie
En 2004, Sam Adams est élu au conseil municipal de Portland, avant d'en être élu maire en mai 2008,. C'est le premier maire ouvertement homosexuel d'une des trente plus grandes villes américaines. En 2009, il a admis avoir menti au sujet d'une liaison qu'il a eue avec un mineur de 17 ans, avec lequel il aurait eu des rapports sexuels consentis.